# Паданг (Сингапур)

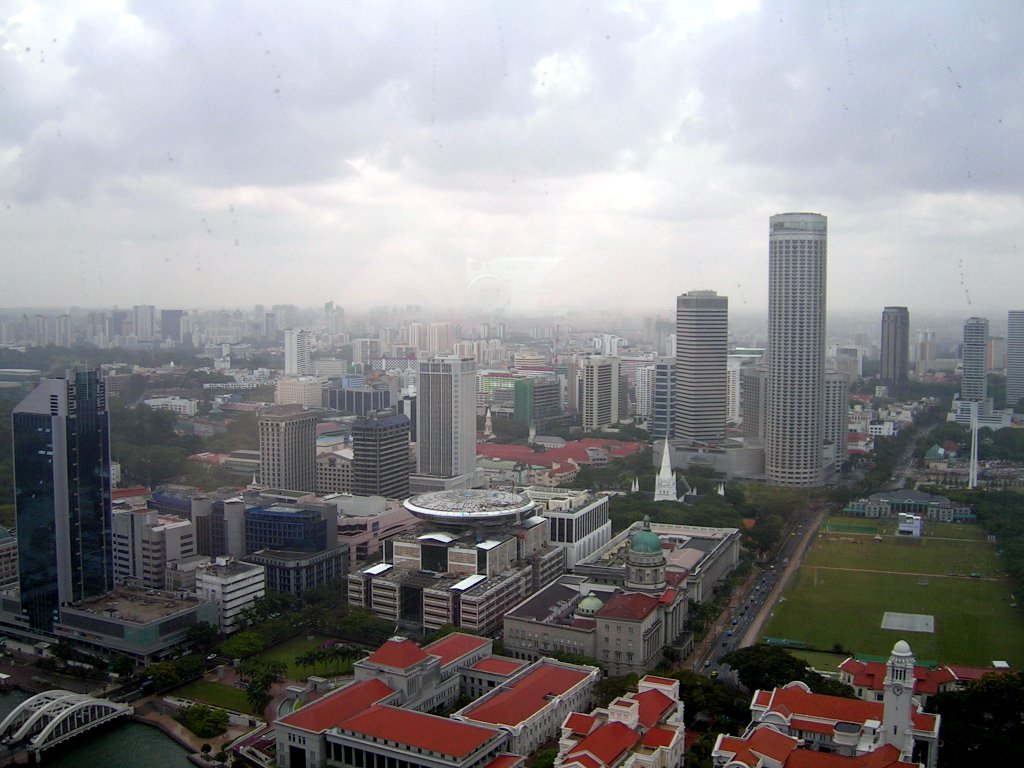
Вид с воздуха на Сингапур, где Паданг расположен справа на снимке, окружённый Зданием парламента, новым и старым зданиями Верховного суда и отелем Swissôtel The Stamford.

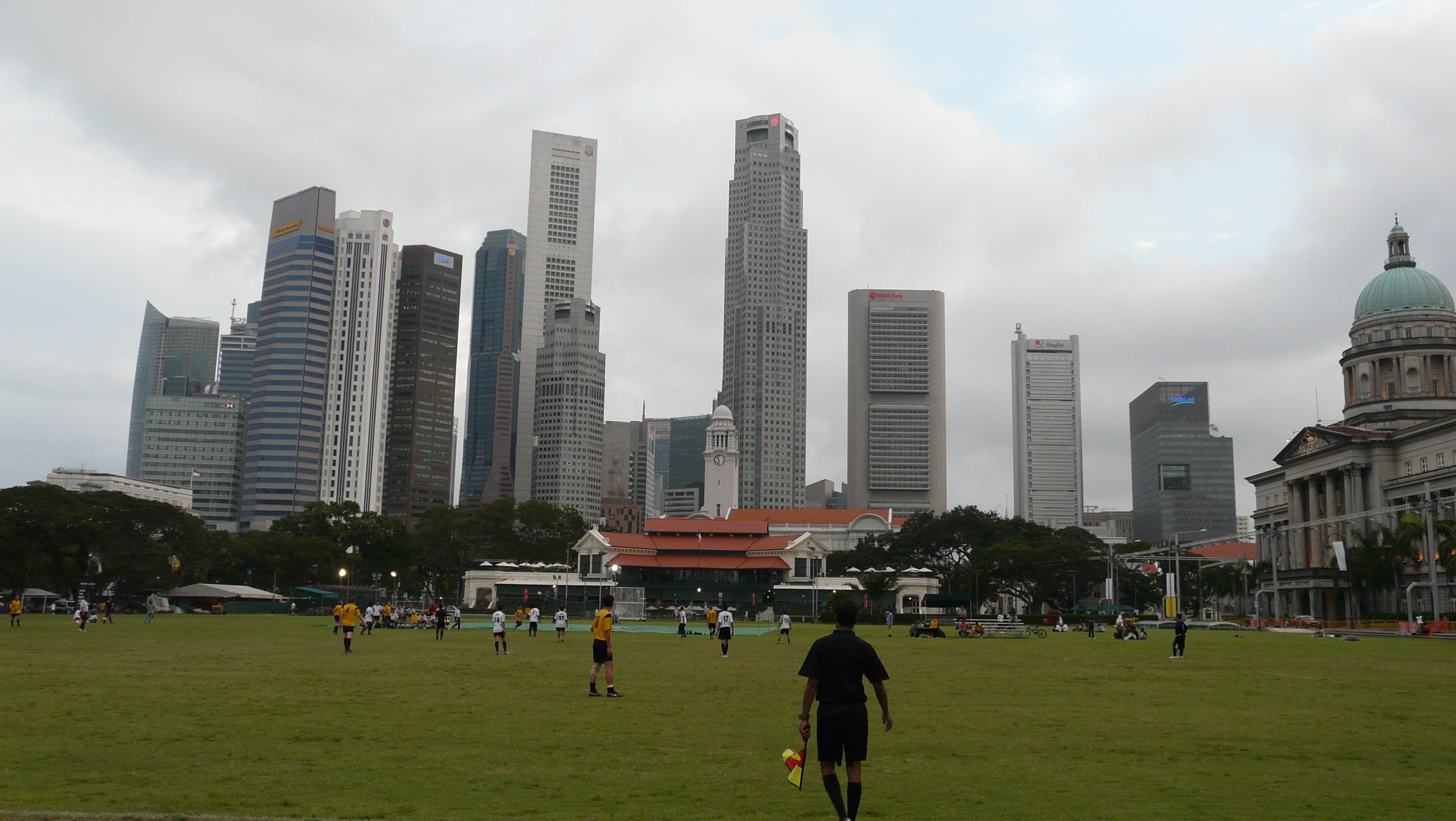
Футбольный матч на Паданге

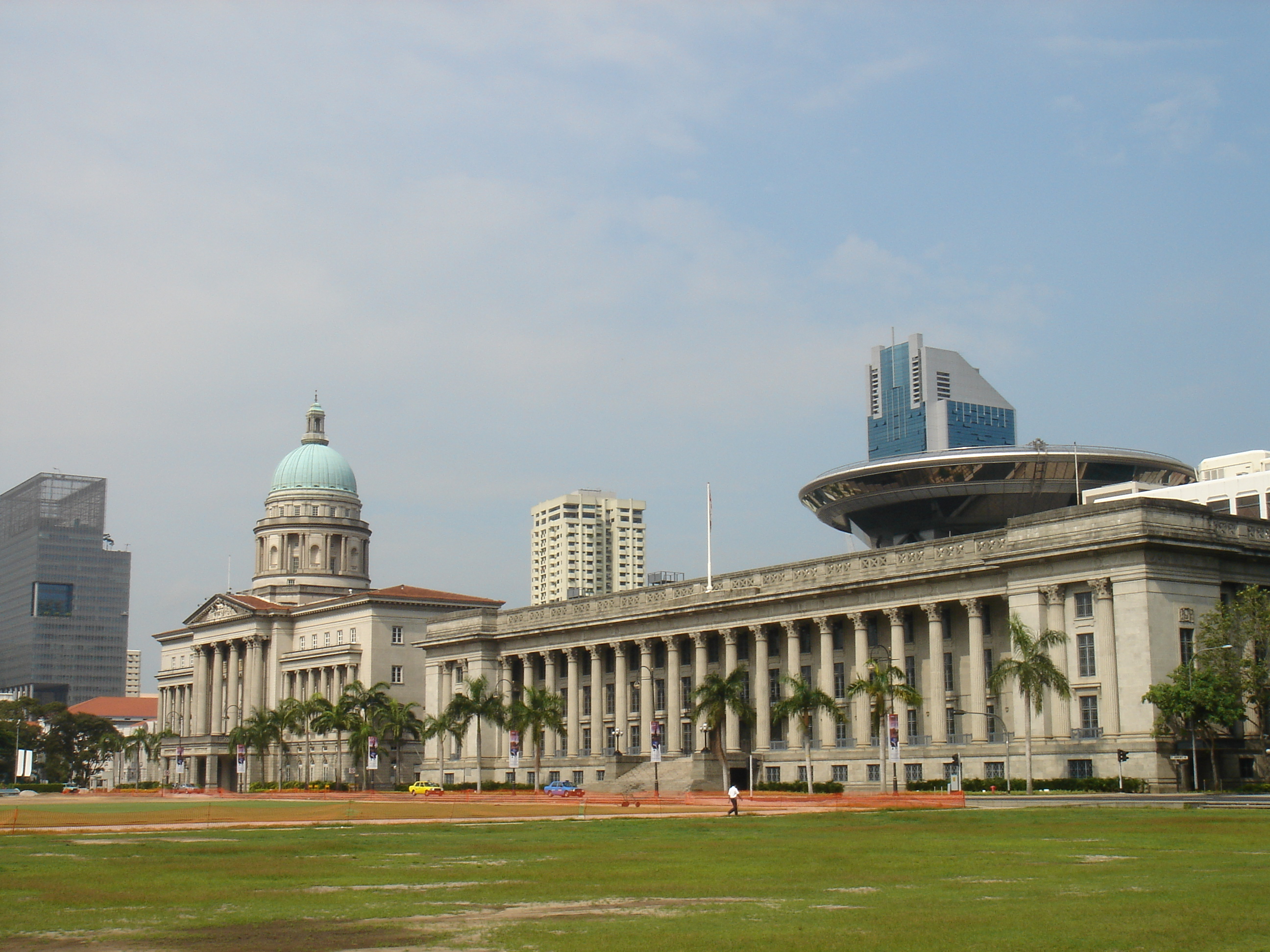
Старое здание Верховного суда и Новое здание Верховного суда на фоне Паданга

Паданг (с малайского — 'поле'; кит. трад. 政府大廈大草場, упр. 政府大厦大草场) — открытое игровое поле, расположенное в Деловом центре в Центральном районе Сингапура. Раннее оно было известно как Паданг Крикет Граунд. Паданг окружён такими заметными сооружениями, как Собор Сент-Эндрю, зданием мэрии, Старым зданием Верховного суда и станция Сити-Холл.
Благодаря своему расположению и историческому значению Паданг стал местом проведения различных важных мероприятий: парадов в Национальный день в 2005 и 2010 года, участвовал в церемонии открытия Летних юношеских Олимпийских игр 2010 вместе с Плавучим стадионом в Сингапуре.

## История
В июне 1819 года основатель современного Сингапура Стэмфорд Раффлз поручил первому резиденту Сингапура полковнику Уильяму Фаркухару отдать под общественное пользование земли между Старыми Линиями и рекой Сингапур (то есть на северном берегу реки). Однако Фаркухар разрешил занимать здесь участки европейским коммерсантам, так как южный берег был в то время слишком болотистым и непригодным для ведения дел. Фаркухар также построил временный дом с ниповой крышей на месте современного Сингапурского крикетного клуба, на краю местности нынешнего Паданга, в то время известного как Равнина Раффлза. Вернувшись на остров в октябре 1822 года Раффлз не одобрил отдачу земель под коммерческие интересы вразрез с его изначальным поручением. Раффлз отменил разрешения, выданные Фаркухаром, и назначил комитет, который бы разработал план по устройству города, таким каким хотел его видеть сам Раффлз. Так как план эспланады был сломан, было необходимо новое место для строительства общественных зданий. Новая территория под них называлась Паданг Бесар или просто Паданг.